# Manfred Schuster
Manfred Schuster, född 4 november 1919 i Villach, Österrike, död 1995 i Berlin, var en österrikisk skådespelare och röstskådespelare. 
Hans första roll var i filmen Duell mit dem Tod av den österrikiske regissören Paul Ostermayr (1949). Han figurerade sedan i några tyska filmer och serier och spelade mestadels biroller. År 1958 hade han sin enda huvudroll när han medverkade i turkiska filmen Karasu. 
Han har också jobbat med dubbning sedan början av 1960-talet. Sin varma och pregnanta röst är framför allt känd genom många tyska hörspel som Benjamin Blümchen eller Bibi Blocksberg, som är mycket omtyckt hos tyska barn sedan slutet av 1970-talet respektive början av 1980-talet.